# Железников, Николай Иванович
Николай Иванович Железников (1906—1974) — начальник Управления контрразведки МГБ по Группе советских оккупационных войск в Германии, генерал-лейтенант (1944).

## Биография
Родился в русской семье сельского учителя. Жил в Тамбове, в 1919 окончил школу 1-й ступени, в 1925 профтехшколу. С июля 1925 работал слесарем мастерских артиллерийского склада, с сентября 1926 ученик механика трактороного отделения при профтехшколе. С июля 1927 механик тракторной базы треста «Узбекхлопок» в посёлке Сырдарья Мирзачульского района Ташкентского округа. В августе 1928 вернулся в Тамбов, тогда же стал членом ВКП(б). Работал инструктором слесарного дела профтехшколы, с октября 1929 инструктором тракторного дела техпомощи при Тамбовском отделе сельскохозяйственного снабжения. В июле 1930 поступил в сельскохозяйственный институт в Воронеже, в ноябре 1930 вернулся в Тамбов, где работал инструктором автотранспортного дела техникума механизации сельского хозяйства.
В РККА с июня 1931, в мае 1932 окончил бронетанковую школу в Орле, затем командовал взводом Московских курсов усовершенствования комсостава мотомеханизированных войск Московского военного округа, с декабря 1933 командир взвода, затем старший автомеханик учебного батальона Военной академии механизации и моторизации РККА, с 1934 до 1939 слушатель этой академии.
С 4 февраля 1939 до 13 февраля 1941 начальник Особого отдела НКВД по Среднеазиатскому военному округу, затем до июля 1941 начальник 3-го НКВД этого военного округа, вновь начальник Особого отдела НКВД по Среднеазиатскому военному округу до 29 апреля 1943. Начальник Управления контрразведки Смерш по Брянскому фронту (с 17 ноября 1943 по 2-му Прибалтийскому фронту) с 29 апреля 1943 по июнь 1945. Начальник Отдела контрразведки Смерш по Горьковскому военному округу с 22 июля 1945 до 15 июля 1946. Начальник Управления контрразведки МГБ по СГВ с 15 июля 1946 до 23 февраля 1950, начальник УКР МГБ (УКР МВД) по ГСВГ с 23 февраля 1950 по 23 июня 1953. Начальник Особого отдела МВД (с 1954 ОО КГБ) по Закавказскому военному округу с 7 августа 1953 до 10 марта 1961. Начальник 1-го факультета Высшей школы КГБ с 10 марта 1961 по сентябрь 1966, затем на пенсии.
После увольнения в запас в сентябре 1966, как опытный управленец, был приглашён на работу в Научно-исследовательский институт технико-экономических исследований и возглавил научно-статистическое подразделение. Его подразделению впервые на основе научной статистики удалось разработать эффективный план развития Ждановского района Москвы, чего до того времени не практиковалось. Избрание Николая Ивановича депутатом Ждановского районного совета было воспринято общественностью как само собой разумеющееся событие. Не оставлял своей деятельности даже в госпитале, в который он попал в 1974. Несмотря на запреты врачей, он продолжал работать, принимать у себя в палате посетителей. Похоронен на Введенском кладбище (29 уч.).

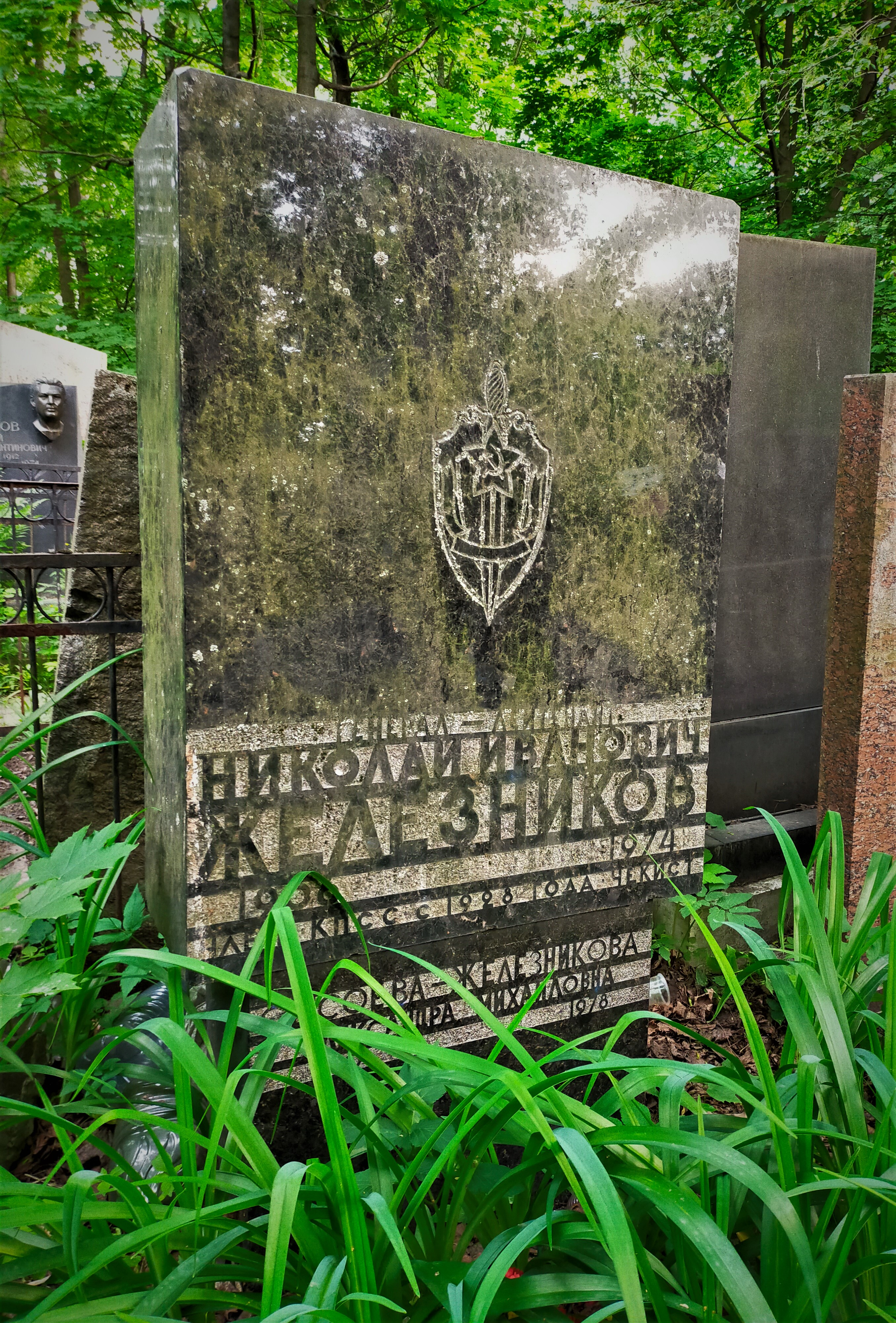
Могила Н. И. Железникова на Введенском кладбище

### Звания
- Старший лейтенант;
- Майор ГБ (4 февраля 1939);
- Дивизионный комиссар (июнь 1941);
- Старший майор ГБ (14 июля 1942);
- Комиссар ГБ (14 февраля 1943);
- Генерал-майор (26 мая 1943);
- Генерал-лейтенант (25 сентября 1944).[3]

### Награды
Награждён тремя орденами Красного Знамени (30 июля 1944, 31 июля 1944, 1 июня 1951), орденами Кутузова II степени (21 апреля 1945), Отечественной войны I степени (27 августа 1943), Красной Звезды, нагрудным знаком «Заслуженный работник НКВД» (2 февраля 1942), пятью медалями.